# Billy Burnette
Billy Burnette, nome completo William Beau Burnette III (Memphis, 8 maggio 1953), è un cantante e chitarrista statunitense.
Fece parte del gruppo dei Fleetwood Mac tra la fine degli anni ottanta e i primi novanta, partecipando ai due album Behind the Mask (1990) e Time (1995).
È anche attore cinematografico.

## Discografia

### Solista
- Billy Burnette (1972)
- Billy Burnette (1979)
- Between Friends (1979)
- Billy Burnette (1980)
- Gimme You (1981)
- Try Me (1985)
- Soldier Of Love (1986)
- Brother To Brother (1988)
- Coming Home (1992)
- Bekka & Billy (1997)
- All Night Long (Billy Burnette) (1999)
- Are You With Me Baby (2000)

### Con i Fleetwood Mac
- Behind the Mask (1990)
- Time (1995)